# Canção dos Nibelungos

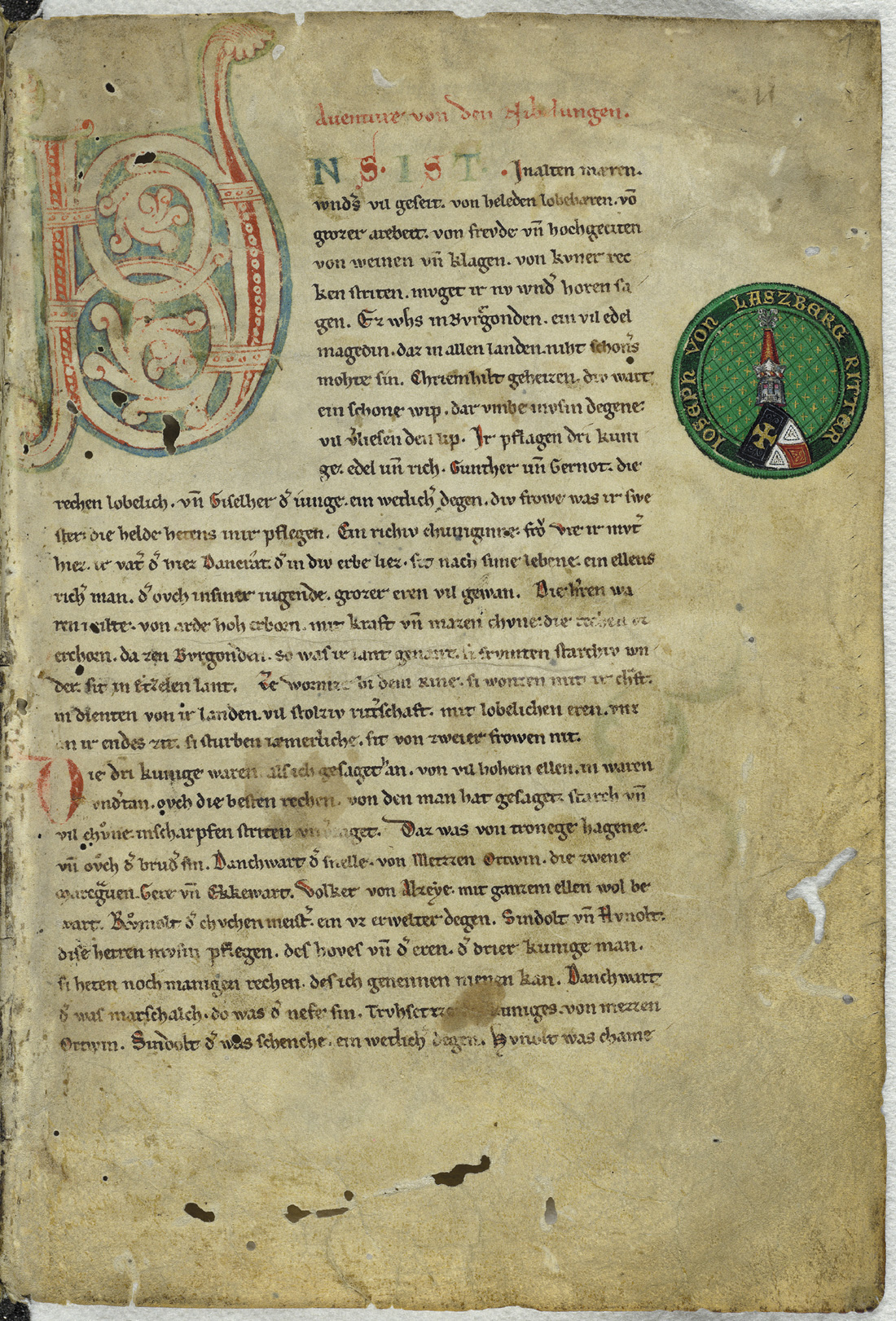
Primeira página do manuscrito C (aprox. 1220)

A Canção dos Nibelungos (em alemão Das Nibelungenlied) é um poema épico escrito na Idade Média por volta de 1200 em alto alemão médio. Embora use-se o termo "canção", o significado de liet em alto alemão médio abrange ainda 'estrofes', 'saga'. A "canção" dos Nibelungos é a mais famosa das versões da saga dos Nibelungos, que remonta à era do nomadismo dos povos bárbaros.
A Canção dos Nibelungos está baseada em motivos heróicos germânicos pré-cristãos que compreendem as lendas dos Nibelungos, misturando antigas tradições orais com eventos e personagens históricos dos séculos V e VI. Lendas sobre os mesmos temas existem em várias sagas da língua nórdica antiga, como a Saga dos Volsungos e a Edda em prosa.
Em 2009, os três principais manuscritos da Canção dos Nibelungos foram registrados no Programa Memória do Mundo, da UNESCO, em reconhecimento à sua importância histórica.

## Cenário histórico e influências

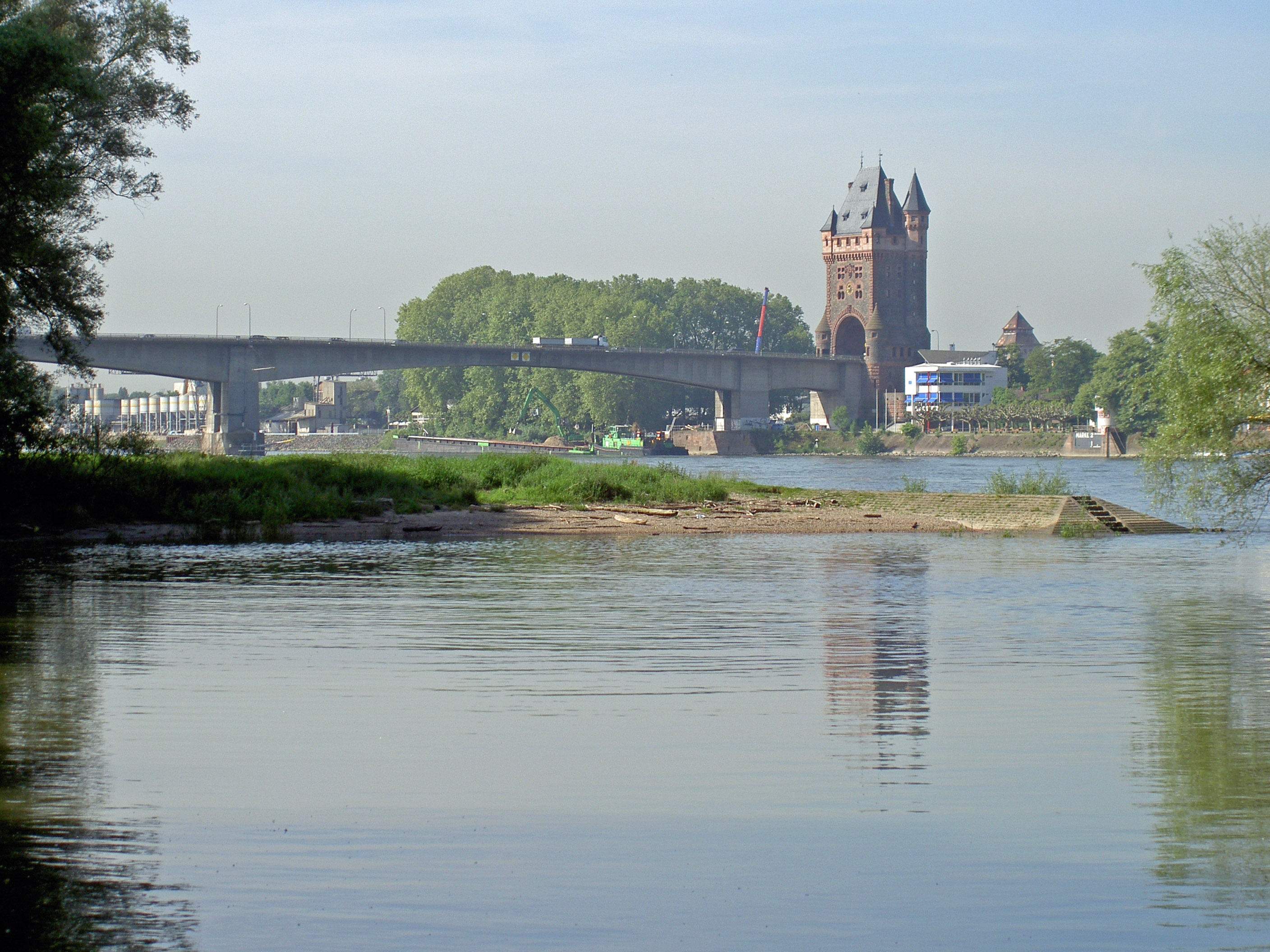
Vista atual do rio Reno, junto a Worms

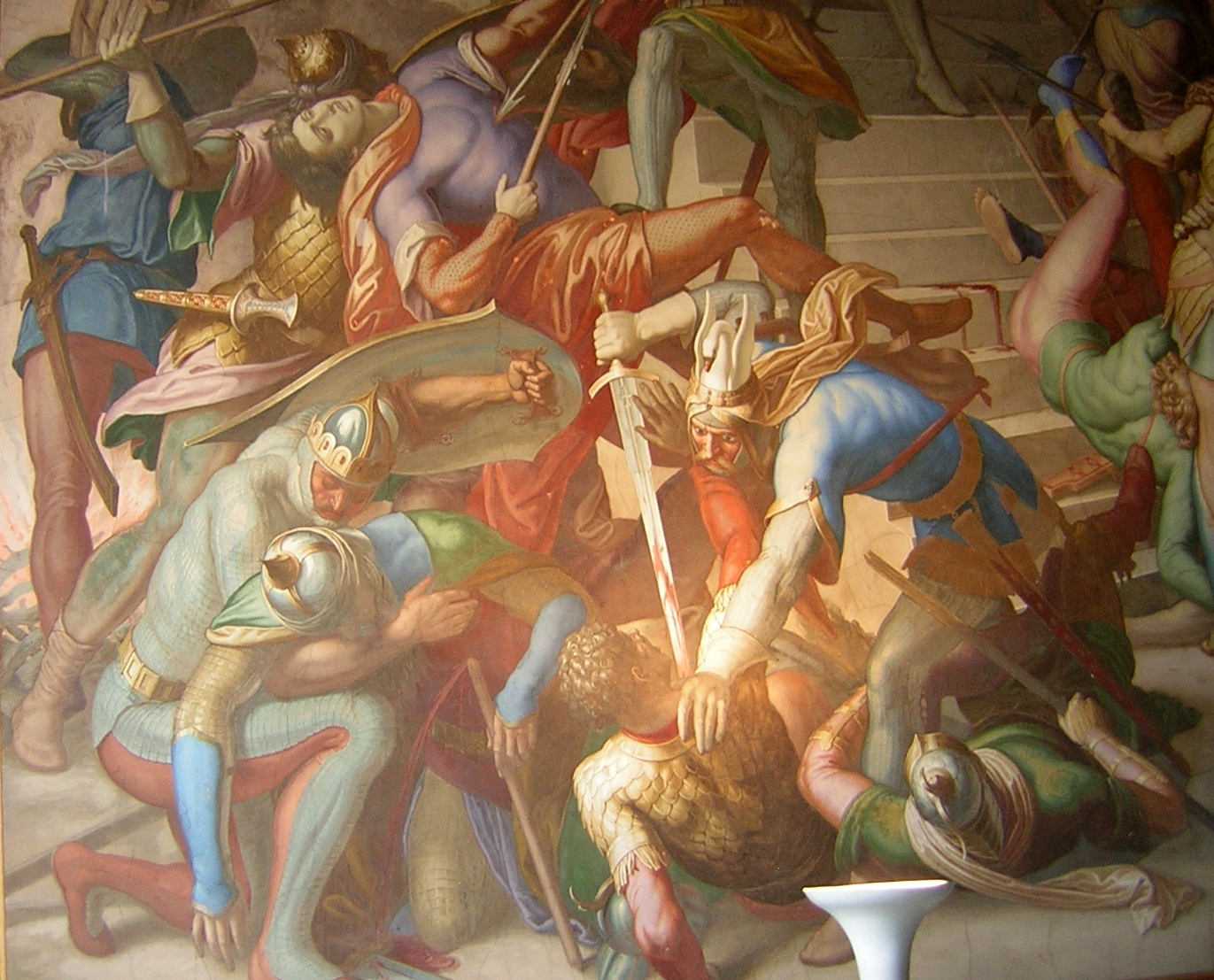
Batalha entre nibelungos e hunos (detalhe de afresco da Münchner Residenz)

## Autoria

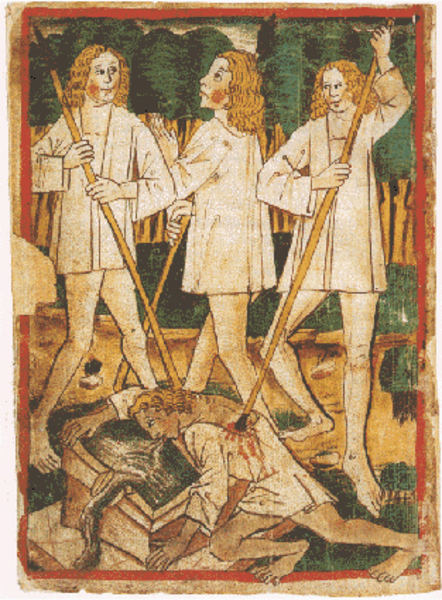
A morte de Siegfried, num manuscrito (K) do século XV

### Primeira parte

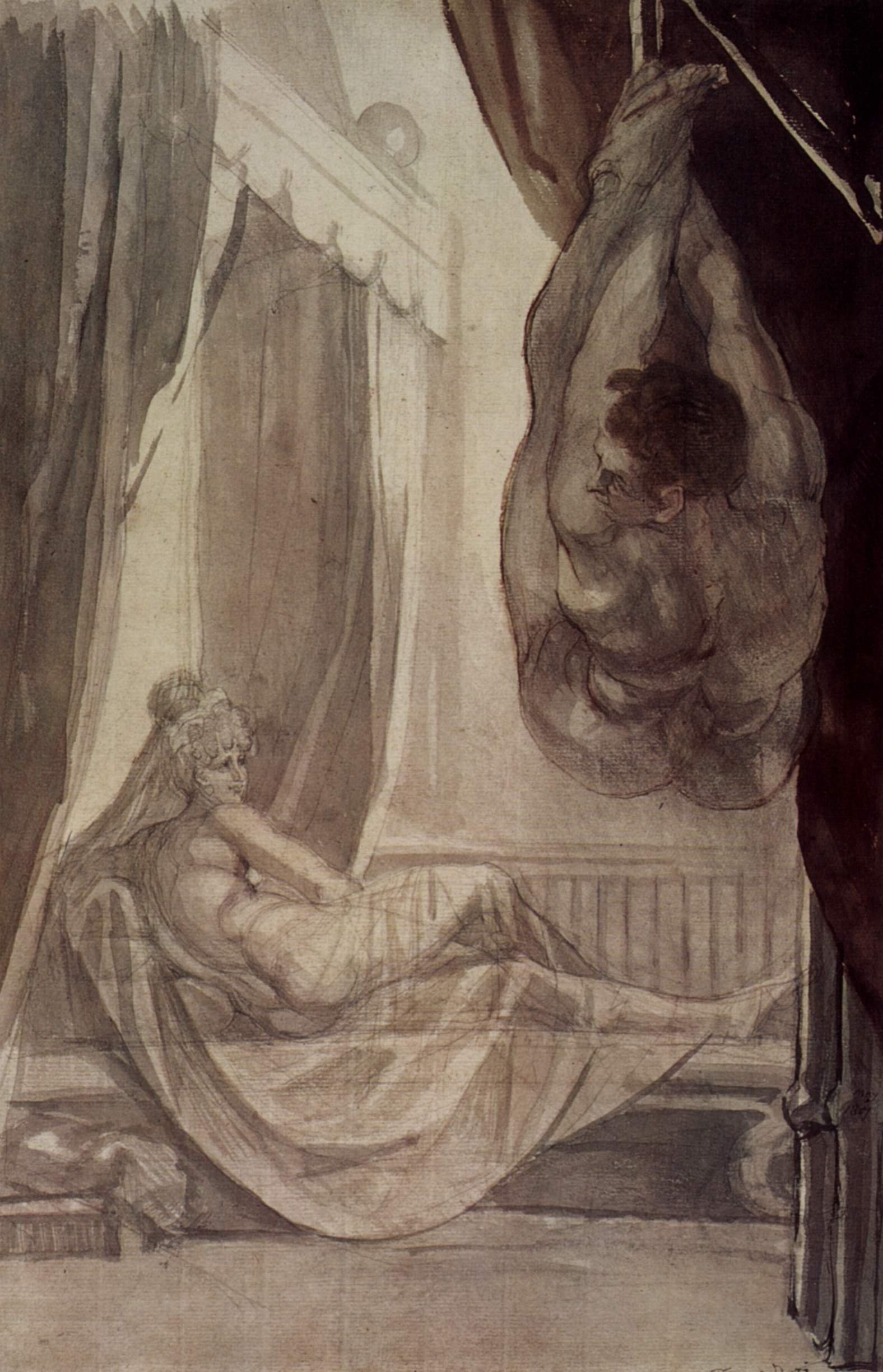
Noite do casamento de Gunther (Johann Heinrich Füssli, 1807)

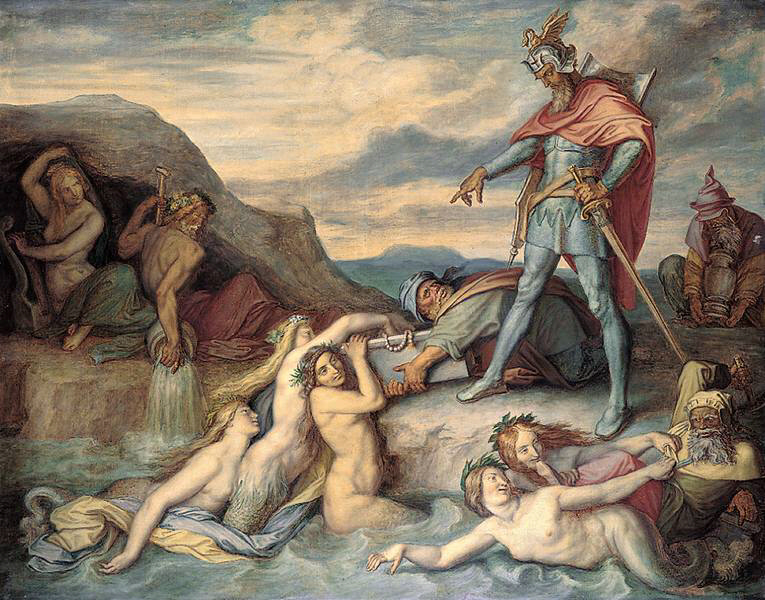
Hagen joga o tesouro dos nibelungos no Reno (Peter von Cornelius, 1859)

### Segunda parte

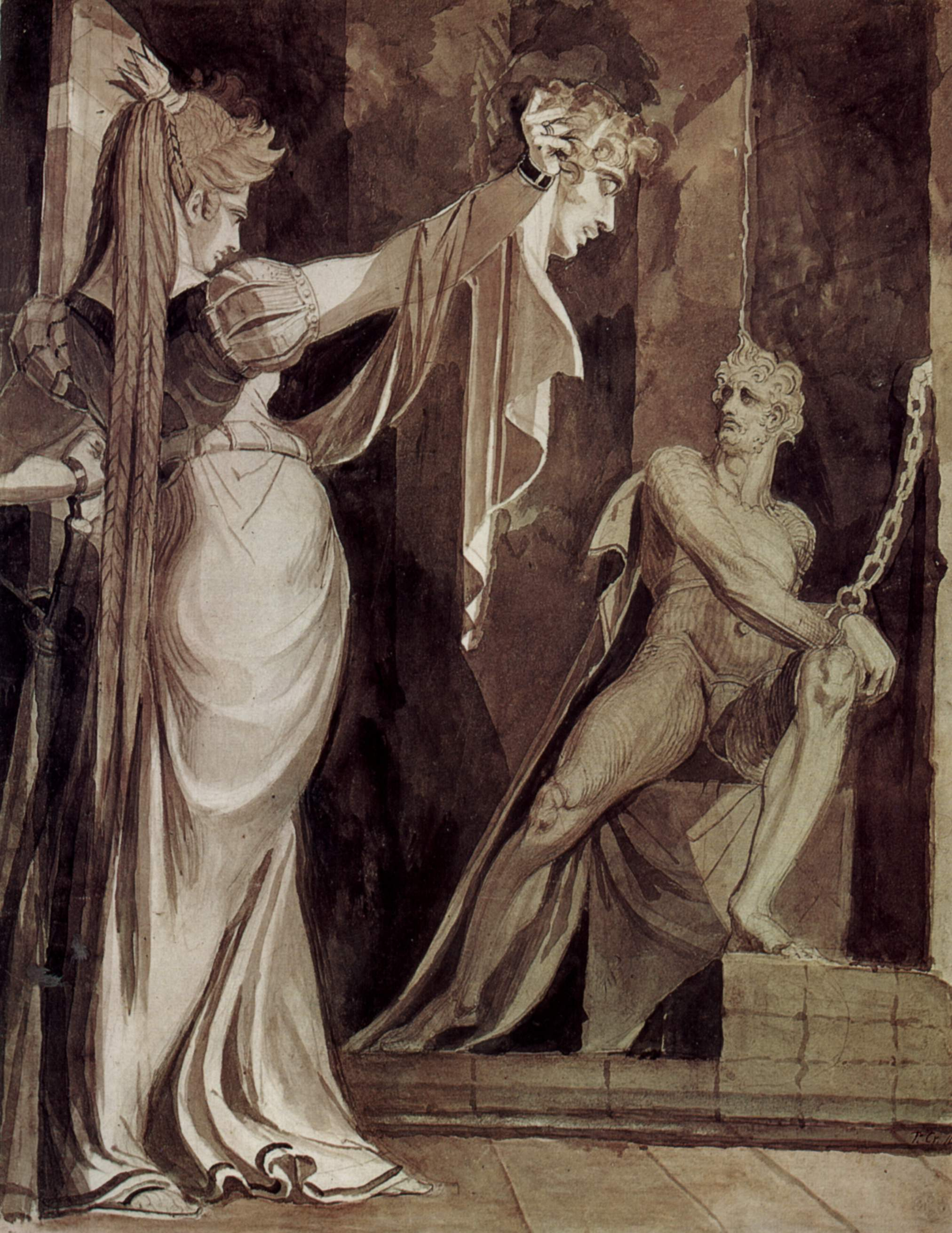
Kriemhild exibe a Hagen a cabeça de Gunther (Johann Heinrich Füssli, 1805)